# Jean Yanne
Pour les articles ayant des titres homophones, voir Ian et Yann.
Pour les articles homonymes, voir Gouye.
Jean Gouyé, dit Jean Yanne, né le 18 juillet 1933 aux Lilas et mort le 23 mai 2003 à Morsains, est un acteur, humoriste, écrivain, réalisateur, chanteur, producteur et compositeur français.
Amuseur provocateur satirique, parodique et parfois absurde, esprit anticonformiste au ton gouailleur, il se fait d'abord connaître à travers des sketchs ou numéros de chansonnier au cabaret, à la radio et à la télévision, se créant un personnage de râleur « à qui on ne la fait pas », puis en tant qu'animateur. Son impertinence lui vaut plusieurs renvois des médias et divise les Français. Passant à la mise en scène, il brocarde sur grand écran les sujets de société et les hypocrisies de l'époque : ses superproductions Tout le monde il est beau, tout le monde il est gentil (1972), Moi y'en a vouloir des sous (1973), Les Chinois à Paris (1974) et Deux heures moins le quart avant Jésus-Christ (1982) remportent de larges succès.
En tant qu'acteur de cinéma, outre de nombreux seconds rôles remarqués et quelques comédies en tête d'affiche comme Erotissimo (1969), il surprend par son incursion dans le drame avec Que la bête meure (1969) et Le Boucher (1970) de Claude Chabrol puis Nous ne vieillirons pas ensemble (1971) de Maurice Pialat, ou encore sous la direction de Jean-Luc Godard et Claude Lelouch ; il y donne un côté sombre, voire inquiétant à son rôle habituel de « beauf » bourru, vachard et individualiste. Pour Nous ne vieillirons pas ensemble, il obtient le prix d'interprétation masculine du festival de Cannes en 1972.
Il est également un sociétaire historique de l'émission Les Grosses Têtes de Philippe Bouvard sur RTL pendant vingt ans, retrouvant son complice Jacques Martin.

## Biographie
Un de ses grand-pères s'installa à Paris en arrivant de Bretagne, de Liffré en Ille-et-Vilaine,.
Les Gouyé, Gouyet, Gouyer sont à l'origine une famille de sabotiers qui, au XVIIIe siècle, habitent la forêt de Mayenne.  Gouyé veut dire « petite mare ».
Jean Gouyé est le deuxième fils d'André Gouyé, ouvrier-lithographe avant la Seconde Guerre mondiale, puis ébéniste, auprès de son frère en 1945. Sa mère, Aimée Bonabeaux (1913-2002) est couturière chez des grands couturiers,, notamment chez Jeanne Lanvin.

### Parcours professionnel

#### La Seconde Guerre mondiale
Au début de la Seconde Guerre mondiale, la famille de Jean Yanne est expédiée par son père à Celles-sur-Belle. Il y séjourne jusqu'en 1943, car son père est prisonnier en Allemagne et détenu dans un camp de travail. Ensuite, Jean Yanne effectue ses études aux Lilas dans l'enseignement primaire catholique, puis au collège. Il est renvoyé en sixième du lycée Turgot en 1945 et il entre au lycée Chaptal où il obtient le brevet d’études du premier cycle du second degré (BEPC) et participe à une activité théâtre. Il décide alors de ne pas poursuivre ses études et commence un apprentissage d'ébéniste chez son oncle, qu'il quitte rapidement, car ce dernier n'a pas les moyens de le rémunérer.

#### Le journalisme
Il commence des études de journalisme au Centre de formation des journalistes (CFJ) de Paris à la rentrée 1950, où il reste cinq mois. Contrairement à ce que prétendent beaucoup de sources, il n'appartient pas à la promotion de Philippe Bouvard qui a intégré le CFJ en 1948. Ses condisciples du CFJ se souviennent de ses talents d'amuseur et de provocateur, avec lesquels il a mis en révolution cet établissement. Il est pigiste dans plusieurs journaux : L'Aurore, Paris-Presse, L'Écho de la Mode, L'Humanité Dimanche. Il couvre aussi une série de reportages pour Time-Life et s'occupe de la rubrique « Le coin du dragueur » dans le journal Dragueur de mines.

#### Le cabaret
Il abandonne progressivement le journalisme pour écrire des sketches de cabaret à la suite des conseils de Bob du Pac. Ils débutent ensemble dans un petit cabaret : l'Académie des vins. Roger-Jean Gouyé devient alors pour la scène Jean Yanne, référence aux origines bretonnes de sa famille, car son nom est trop souvent transformé en Couillé. Le pseudonyme « Yanne » provient du prénom breton Yann, son père dont les racines sont bretonnes appelant souvent son fils par ce prénom.
A des chansons enregistrées à l’Olympia, en 1957, il ajoute des chansons enregistrées en studio, écrites sous les noms de Johnny Rock Feller et ses Rock Childs, Honzalagur Pompernickel et sa Dame, dans l'album "Le misanthrope provocateur",. Son spectacle à la La Fontaine des Quatre-Saisons est remarqué par la presse dès janvier 1958, qui salue "un jeune de grand avenir, le doux Jean Yanne", un "pitre, empreint d'une onction tout ecclésiastique", "obsédé par la question de la réconciliation du clergé et de la classe ouvrière", qui "se produit en compagnie de Francis Blanche, Jacqueline Maillan et Pierre Doris". Elle le suit aussi en 1960 au cabaret "Les Trois Baudets", où se produisent aussi Jean-Pierre Darras et Philippe Noiret.

#### Les années 1950 et 1960

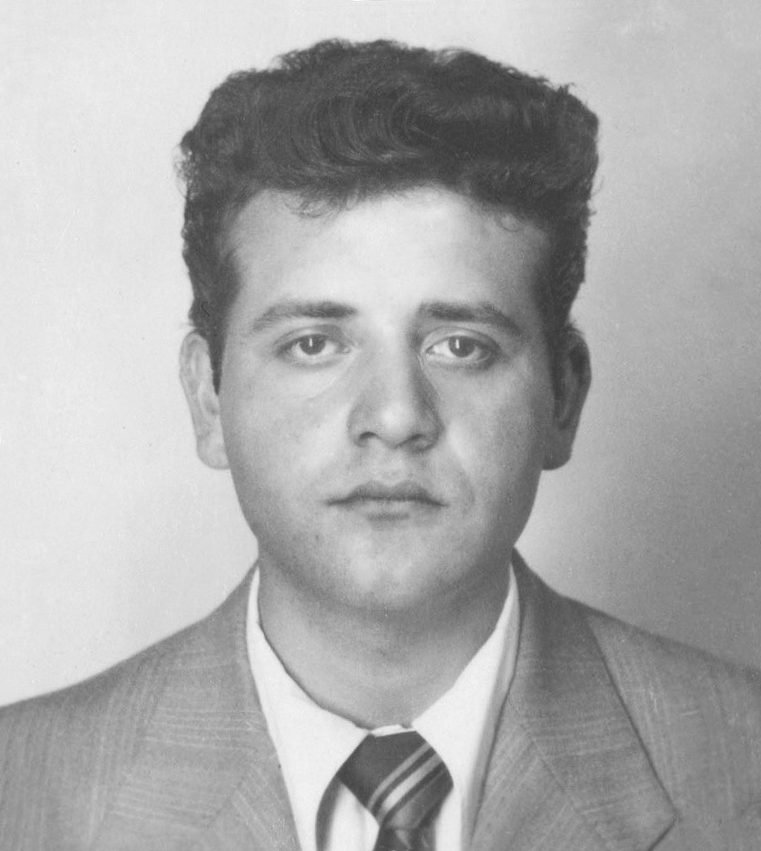
Jean Yanne en 1955. Photo d'identité (Sacem)

Dès 1953 il s'installe au Théâtre des Trois Baudets de Jacques Canetti avec Bob du Pac et triomphe en 1954 dans Ciné Massacre de Boris Vian, une succession de sketches loufoques. En 1957, Jean Yanne pour les textes et Siné pour les dessins, animent une revue anticléricale J'y va-t-y j'y Vatican puis Ça fait des bulles. 
En 1960 Jean Yanne retrouve les Théâtre des Trois Baudets où il monte  "Une colonne à la cinq" un spectacle burlesque, où il parodie la célèbre émission de télévision "Cinq colonnes à la une" de Pierre Lazareff.
Il commence une carrière de journaliste au Dauphiné libéré, puis d'animateur à la radio au début des années 1960. Joueur d'orgue (toute sa vie il va en posséder un) et de piano, il se lance également dans la chanson, comme compositeur et chansonnier, dans des émissions comiques avec Jacques Martin, Roger Pierre et Jean-Marc Thibault, notamment un disque de rock sous le nom de Johnny 'Rock' Feller et ses 'Rock' Child, avec des titres comme J'aime pas le rock, Le rock coco, Saint-Rock, en 1961 ; également des parodies comme celles des Élucubrations d'Antoine, écrites avec Jacques Martin : Les Émancipations d'Alphonse, Les Revendications d'Albert, Les Pérégrinations d'Anselme et Les Préoccupations d'Antime (1966). Toujours à la recherche de son style, il écrit dans l'hebdomadaire L'Os à moelle, brièvement repris par Pierre Dac en 1965. Ces textes furent rassemblés dans un recueil paru peu avant sa mort.
Avec Jacques Martin, il apparaît en 1964 dans l'émission de télévision, Un égale trois, très caustique pour son temps, qui est diffusée à 20 h 30 sur l'unique chaîne de l'époque. L'émission est arrêtée après cinq numéros car elle déplaît fortement au ministère de l'Information, en particulier son sketch sur Napoléon à la bataille de Waterloo transposée sous forme de course cycliste.
Les relations de Jean Yanne avec les directions de l'audiovisuel sont légendaires et il est décrit comme « champion en matière de licenciements ». Avec Alain Barrière, Pierre Perret, Juliette Greco, Leny Escudero et Guy Bedos, il fait partie des chanteurs qui témoignent de leur solidarité avec les grévistes de l'ORTF en mai-juin 1968, dans Le Monde du 10 juin 1968. Renvoyé pour son impertinence de la télévision française, il est embauché par RTL qui le renvoie en 1969. Il est également renvoyé d'Europe 1 et France Inter.

#### Le cinéma
Sa carrière prend le tournant du cinéma en 1964 dans La Vie à l'envers d'Alain Jessua. Il tourne dans des dizaines de films, en multipliant les seconds et premiers rôles. Il incarne, avec une gouaille très parisienne et un humour grinçant, une figure de Français moyen, râleur, vachard, égoïste et roublard, mais avec un grand cœur.
La confusion du public entre l'acteur et les rôles qu' il incarne ne sert pas son image, au début. Sa manière de plaisanter, agressive, débraillée, versant du vitriol sur des plaies ouvertes, tenant la compassion pour obscénité, choque un peu la France de l'époque. Il est de ce fait renvoyé de la radio ; son film Tout le monde il est beau, tout le monde il est gentil en parle de façon romancée.
En 1967, il joue dans Week-End de Jean-Luc Godard, puis se révèle véritablement en 1969 dans Que la bête meure de Claude Chabrol, où il incarne un homme intelligent, mais d'une absence de sensibilité qui le rend brutal ; il devient connu dans la France entière. Il enchaîne avec Le Boucher, du même Claude Chabrol, où il incarne un commerçant inquiétant, amoureux et assassin. En 1969, il écrit également une BD avec Tito Topin au dessin : La langouste ne passera pas, publiée chez Casterman. Malgré de mauvais rapports pendant la production, il tourne avec Maurice Pialat, en 1971, Nous ne vieillirons pas ensemble, où il incarne à nouveau son personnage d'insensible et pour lequel il obtient le prix d'interprétation au festival de Cannes 1972, récompense qu'il n'ira pas chercher.
Voulant changer de registre et préférant se tourner vers la comédie et l'humour satirique, il tourne ses premiers films à partir de 1972, dans lesquels il veut donner toute la mesure de son esprit caustique, anticonformiste, parodique et parfois à la limite du délire.
Pour son premier essai derrière la caméra, Yanne, avec son compagnon d'écriture Gérard Sire, brocarde la radio, domaine qu'il connaît bien. Il en résulte la comédie satirique Tout le monde il est beau, tout le monde il est gentil.  Yanne y partage la vedette avec  Bernard Blier et Michel Serrault.  Yanne interprète de plus la chanson-thème du film dont la musique est de Michel Magne.  La critique est plutôt sympathique et le public embarque.  
Yanne poursuit dans la même veine, et avec la même équipe, s'attaquant à la politique, à la finance et au monde syndical avec Moi y'en a vouloir des sous en 1973.  Suivra Les Chinois à Paris, une production assez onéreuse qui sort en 1974 et connait moins de succès que les deux films précédents.  Yanne et Sire jettent ensuite un regard caustique sur le monde du spectacle avec Chobizenesse en 1975 et celui de la télévision avec Je te tiens, tu me tiens par la barbichette en 1978.  Mais ces deux films ne connaissent qu'un succès public assez limité.
Afin de contrôler la production de ses films, il s'associe avec Jean-Pierre Rassam, qui fusionne sa société Mara Films pour fonder avec Yanne la société de production Ciné qua non, clin d’œil à l'expression latine Sine qua non, qui s'installe avenue des Champs-Élysées. La société a vite la réputation d'être dépensière et festive. L'échec de Les Chinois à Paris et de Chobizenesse a d'ailleurs raison de l'entreprise malgré l'appui financier de Gaumont et de Marcel Dassault. L'acteur tente ultérieurement de réinvestir le domaine de la production avec une nouvelle société, Productions Yanne, sans succès.
Malgré leur échec financier, Les Chinois à Paris et plus encore Chobizenesse lui valent l'attention de producteurs américains en raison des sujets traités, moins exclusivement français que dans les deux films précédents, notamment le recours aux danses et ballets.
Il réalise ensuite une parodie de péplum, Deux Heures moins le quart avant Jésus-Christ (1982), avec Coluche et Michel Serrault, qui remporte un gros succès public malgré une critique plutôt pauvre.,.  En 1985, suit, de nouveau, une charge contre le monde politique : Liberté, Égalité, Choucroute.  La critique ne sera guère plus favorable et le pubic ne sera pas au rendez-vous.  Liberté, Égalité, Choucroute est le dernier film que Yanne réalise.
Pour ce fils d'ouvrier, fin lettré (il est également conseiller international en achat d'œuvres d'art), l'art n'est qu'un attrape-gogos. Il lance sur RTL : « quand j'entends le mot culture, j'ouvre mon transistor » (parodie de l’aphorisme célèbre de Hanns Johst, homme de théâtre allemand [dans la pièce Schlageter] : « Quand j'entends parler de culture, je sors mon revolver »).
Jean Yanne oscille entre deux faces d'un même personnage :
- l'une, se plaisant à jouer ce que Cabu a nommé un « beauf ». Film typique : Que la bête meure ;
- l'autre, nettement plus positive, d'homme gardant les pieds sur terre quand tout le monde semble fou autour de lui (en écho au titre de l'émission de radio de José Artur sur la radio nationale concurrente : Qu'il est doux de ne rien faire quand tout s'agite autour de vous) et ne se faisant guère d'illusion sur la condition humaine qu'il considère avec un détachement amusé. Films typiques : Tout le monde il est beau…, Êtes-vous fiancée à un marin grec…, L'Imprécateur, La Raison d'État ou Les Chinois à Paris (ce personnage est déjà en germe dans La Vie à l'envers). Dans ce style, Jean Yanne incarne le Français moyen qui conserve son esprit critique, se moque bien de l'autorité et à qui « on ne la fait pas ».

Il s'expatrie, en 1979, pour raisons financières, à Los Angeles (Californie), mais revient régulièrement en France, pour se ressourcer dans sa propriété de Morsains, petit village d'une centaine d'habitants en Champagne, entre Montmirail et Esternay ; pour apparaître dans des émissions de radio, comme sa chronique matinale sur RTL et aussi pour tourner au cinéma et à la télévision. La plupart de ses derniers rôles ressemblent à ceux de ses débuts, mettant en scène des personnages râleurs et individualistes, mais au grand cœur.
Il est l'un des sociétaires des Grosses Têtes, l'émission de Philippe Bouvard sur la station de radio française RTL, aux côtés de ses amis Jacques Martin et Olivier de Kersauson, se livrant à d'hilarants numéros d'improvisation. Il rejoint l'émission de Laurent Ruquier On va s'gêner sur Europe 1 en 2000.
Côté audiovisuel, il est également le créateur, avec Jacques Antoine, de Je compte sur toi !, jeu diffusé sur La Cinq. Présenté par Olivier Lejeune, le programme a créé une polémique, à l'époque de sa diffusion car, lors de l'épreuve finale, les candidats doivent compter des centaines de véritables billets de banque pendant qu'ils sont déstabilisés par de nombreux éléments perturbateurs. Si le compte des billets est bon, la somme est gagnée. Cet étalage d'argent en choque beaucoup, qui considèrent cela comme vulgaire et choquant. Pourtant, cette émission ne fait que parodier les codes existants des jeux télés (femmes-objets sur le plateau, étalage de cadeaux de luxe pour appâter le candidat…). De 1987 à 1990, il est invité à plusieurs reprises de l'émission culinaire Quand c'est bon ?… Il n'y a pas meilleur ! diffusée sur France 3 et animée par François Roboth.
Jean Yanne est aussi l'auteur du célèbre slogan « Il est interdit d'interdire », qu'il prononça par dérision, lors d'une de ses émissions radiophoniques du dimanche au printemps 1968 et qu'il a été tout surpris d'entendre repris ensuite « au premier degré ».
Longtemps considéré comme un simple amuseur, Jean Yanne prend, avec le temps, la dimension d'un critique des travers et des aspects ridicules de son époque[réf. nécessaire].

### Vie privée
Il épouse, le 19 mars 1960, Jacqueline Renée Guellerin Allard. En 1971, il quitte régulièrement le plateau du tournage de Nous ne vieillirons pas ensemble pour l'accompagner dans la maladie malgré leur séparation. Jacqueline meurt en 1972 des suites d'un cancer du poumon.
De sa liaison avec Sophie Garel, il a un fils Thomas né en 1970.
On lui connaît une longue liaison avec Nicole Calfan puis, à partir de 1976, avec Mimi Coutelier.
En 1990, il rencontre Christiane Fugger von Babenhausen, fille d'un aristocrate allemand et d'une brahmane indienne. En 1991, ils ont un fils, Jean-Christophe. Christiane meurt accidentellement à Dubaï, à 49 ans, en 2009.

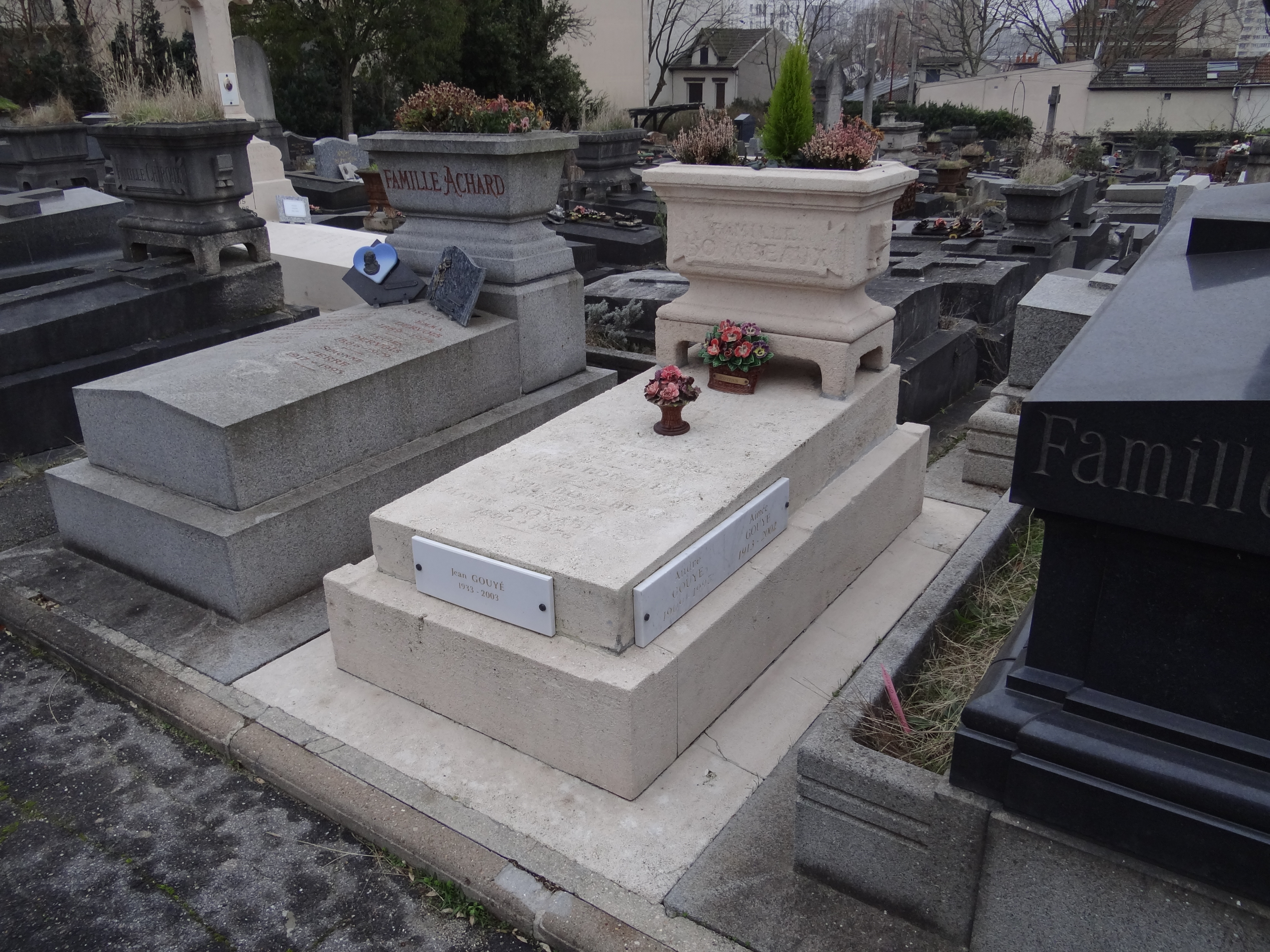
La tombe de Jean Yanne au cimetière des Lilas (Seine-Saint-Denis).

Il meurt le 23 mai 2003 d'une crise cardiaque dans sa propriété de Morsains. Ses obsèques sont célébrées en l'église Notre-Dame-du-Rosaire des Lilas, où il a été baptisé étant enfant, suivi de son inhumation au cimetière communal des Lilas (Seine-Saint-Denis).

## Œuvres écrites

### Bande dessinée
Jean Yanne présente également une facette peu connue du grand public, celle d'un scénariste et dialoguiste de bande dessinée, en tandem avec le dessinateur Tito Topin. À leur actif, une série intitulée les Dossiers du B.I.D.E., parmi lesquels le premier volume, La langouste ne passera pas (Casterman, 1969), initialement publié en feuilleton dans les colonnes de l'hebdomadaire Télé 7 jours, suivi par l'album Voyage au centre de la c...ulture.
BD loufoques, aux multiples ingrédients « années soixante » (couleurs et rondeurs, références à Nixon et Mao), empruntant au vocabulaire de la pub et de la politique (« aïoli déviationniste ») et de la sexualité (« mayonnaise en pilule »).

### Romans, scénarios
- 1972 : Tout le monde il est beau, tout le monde il est gentil, récit adapté par Jean Yanne et Gérard Sire
- 1973 : Moi y en a vouloir des sous (coécrit avec Gérard Sire)
- 1973 : Les Chinois à Paris (coécrit avec Gérard Sire)
- 1975 : Chobizenesse (coécrit avec Gérard Sire)
- 1977 : L'Apocalypse est pour demain ou les aventures de Robin Cruso, illustré par Cardon (Éditions Jean-Claude Simoën)roman d'anticipation sur les dérives possibles de l'automobile
- 1978 : Je te tiens, tu me tiens par la barbichette (coécrit avec Gérard Sire)
- 1982 : Deux Heures moins le quart avant Jésus-Christ
- 1984 : Liberté, Égalité, Choucroute

### Recueils
- 1999 : Pensées, répliques, textes et anecdotes (Prix Alphonse-Allais 2000[37])
- 2000 : Dictionnaire des mots qu’il y a que moi qui les connais
- 2001 : Sketches joués, non-joués, à jouer ou injouables
- 2001 : Je suis un être exquis
- 2003 : J'me marre
- 2010 : On n'arrête pas la connerie (anthologie posthume)
- 2013 : Tout le monde il est gentil (anthologie posthume)

## Filmographie

### Réalisateur
- 1972 : Tout le monde il est beau, tout le monde il est gentil
- 1973 : Moi y'en a vouloir des sous
- 1974 : Les Chinois à Paris
- 1975 : Chobizenesse
- 1979 : Je te tiens, tu me tiens par la barbichette
- 1982 : Deux Heures moins le quart avant Jésus-Christ
- 1984 : Liberté, Égalité, Choucroute

### Producteur
- 1972 : Tout le monde il est beau, tout le monde il est gentil
- 1973 : Moi y'en a vouloir des sous
- 1973 : Poil de carotte de Henri Graziani
- 1974 : Touche pas à la femme blanche !, de Marco Ferreri
- 1974 : Lancelot du lac de Robert Bresson
- 1974 : Les Chinois à Paris
- 1975 : Chobizenesse
- 1977 : Moi, fleur bleue de Éric Le Hung
- 1979 : Je te tiens, tu me tiens par la barbichette

### Acteur

#### Cinéma
- 1952 : Nez de cuir de Yves Allégret : figurant
- 1952 : Il est minuit, docteur Schweitzer d'André Haguet : figurant
- 1952 : Le Chemin de Damas de Max Glass : figurant
- 1954 : Avant le déluge d'André Cayatte : un lycéen (figuration)
- 1955 : Les Carnets du major Thompson de Preston Sturges : figurant
- 1963 : La Femme spectacle de Claude Lelouch - Le présentateur
- 1964 : La Vie à l'envers d'Alain Jessua : Kerbel
- 1964 : Jaloux comme un tigre de Darry Cowl : Alphonse
- 1965 : L'Amour à la chaîne de Claude de Givray : Pornotropos
- 1965 : Dis-moi qui tuer d'Étienne Périer : Federucci
- 1966 : Monnaie de singe d'Yves Robert : Félix
- 1966 : Le Saint prend l'affût de Christian-Jaque : Müller-Strasse
- 1966 : La Ligne de démarcation de Claude Chabrol : Tricot, le professeur
- 1966 : Le vicomte règle ses comptes de Maurice Cloche : Billette
- 1967 : Bang-Bang (Les aventures de Sheila !) de Serge Piollet : Robert Vaucarnu, dit "Bob la rafale"
- 1967 : Week-end de Jean-Luc Godard : Roland
- 1967 : Ces messieurs de la famille de Raoul André : Marco Broca
- 1968 : Erotissimo de Gérard Pirès : Philippe
- 1968 : Un drôle de colonel de Jean Girault : Barton
- 1969 : Que la bête meure de Claude Chabrol : Paul Decourt
- 1970 : Le Boucher, de Claude Chabrol : Paul Thomas, dit « Popaul »
- 1970 : Fantasia chez les ploucs, de Gérard Pirès : Doc Noonan
- 1970 : Êtes-vous fiancée à un marin grec ou à un pilote de ligne ? de Jean Aurel : Roger Blanchard
- 1971 : Laisse aller... c'est une valse ! de Georges Lautner : Serge Aubin
- 1971 : Le Saut de l'ange, d'Yves Boisset : Louis Orsini
- 1972 : Nous ne vieillirons pas ensemble, de Maurice Pialat : Jean
- 1972 : Tout le monde il est beau, tout le monde il est gentil (+ réalisation, scénario, auteur des textes des chansons) : Christian Gerber
- 1973 : Moi y'en a vouloir des sous (+ réalisation, scénario) : Benoît Lepape
- 1974 : Les Chinois à Paris (+ réalisation, scénario) : Régis Forneret
- 1975 : Chobizenesse (+ réalisation, scénario) : Clément Mastard
- 1976 : Armaguedon, d'Alain Jessua : Louis Carrier
- 1977 : L'Imprécateur, de Jean-Louis Bertuccelli : le directeur des ressources humaines
- 1977 : Moi, fleur bleue, d'Éric Le Hung : Max
- 1978 : La Raison d'État, d'André Cayatte : Jean-Philippe Leroi
- 1979 : Je te tiens tu me tiens par la barbichette (+ réalisation, scénario) : l'inspecteur Chodaque
- 1980 : Asphalte, de Denis Amar : Arthur Colonna
- 1981 : Une journée en taxi de Robert Ménard : Michel
- 1982 : Deux Heures moins le quart avant Jésus-Christ (+ réalisation, scénario, coauteur de la musique) : Paulus
- 1983 : Hanna K. de Costa-Gavras : Victor Bonnet
- 1983 : Papy fait de la résistance, de Jean-Marie Poiré : Murat
- 1984 : Liberté, Égalité, Choucroute (+ réalisation, scénario, cocompositeur de la musique) : Marat
- 1985 : Le téléphone sonne toujours deux fois, de Jean-Pierre Vergne : l'homme au téléphone
- 1985 : Gauguin, le loup dans le soleil d'Henning Carlsen : William Molard
- 1986 : Le Paltoquet, de Michel Deville : le capitaine de police
- 1986 : Attention bandits !, de Claude Lelouch : Simon Verini, dit "L'Expert"
- 1987 : Cayenne Palace, d'Alain Maline : Équateur
- 1987 : Fucking Fernand, de Gérard Mordillat : André Binet
- 1988 : Passe-passe (Quicker than the eye) de Nicolas Gessner : l'inspecteur Sutter
- 1990 : Sacré Père Noël (voix) dessin animé de Dianne Jackson et Dave Urwin
- 1991 : Madame Bovary, de Claude Chabrol : M. Homais, le pharmacien
- 1991 : Indochine, de Régis Wargnier : Guy
- 1991 : Les Secrets professionnels du docteur Apfelglück comédie à sketches réalisés par Hervé Palud, Alessandro Capone, Mathias Ledoux, Stéphane Clavier et Thierry Lhermitte : Germain, l'escroc
- 1992 : Le Bal des casse-pieds, d'Yves Robert : H 33
- 1992 : La Légende, de Jérôme Diamant-Berger : Roland Pikas
- 1992 : La Sévillane, de Jean-Philippe Toussaint : Polougaievski
- 1993 : Pétain, de Jean Marbœuf : Pierre Laval
- 1993 : Profil bas, de Claude Zidi : Plana
- 1993 : Chacun pour toi, de Jean-Michel Ribes : Georges Flavier
- 1993 : Fausto, de Rémy Duchemin : Mietek Breslauer
- 1994 : Regarde les hommes tomber, de Jacques Audiard : Simon
- 1995 : Victory, de Mark Peploe : Schomberg
- 1995 : Des nouvelles du bon Dieu, de Didier Le Pêcheur : Louis-Albert Dieu
- 1995 : Le Hussard sur le toit, de Jean-Paul Rappeneau : le colporteur
- 1996 : Beaumarchais, l'insolent, d'Édouard Molinaro : Louis Goezman
- 1996 : Désiré, de Bernard Murat : Corniche
- 1996 : Enfants de salaud, de Tonie Marshall : Julius
- 1996 : Mo' d'Yves-Noël François : Ned
- 1996 : Fallait pas !… de Gérard Jugnot : Magic
- 1996 : Un complot de saltimbanques de Jean Labib
- 1997 : Tenue correcte exigée, de Philippe Lioret : M. Bruckner, le directeur de l'hôtel
- 1997 : La Dame du jeu d'Anna Brasi : Evaristo Della Porta
- 1998 : Le Radeau de La Méduse, d'Iradj Azimi : Duroy de Chaumareys
- 1999 : Hygiène de l'assassin, de François Ruggieri : Prétextat Tach
- 1999 : Je règle mon pas sur le pas de mon père, de Rémi Waterhouse : Bertrand
- 1999 : Belle Maman, de Gabriel Aghion : Paul
- 2000 : Les Acteurs, de Bertrand Blier : le docteur Belgoder
- 2001 : Le Pacte des loups, de Christophe Gans : le comte de Morangias
- 2001 : Vertiges de l'amour, de Laurent Chouchan : le beau-père
- 2002 : Adolphe, de Benoît Jacquot : le comte
- 2002 : Tamango, de Jean Roke Patoudem
- 2003 : Petites Coupures, de Pascal Bonitzer : Gérard, l'oncle de Bruno
- 2003 : Gomez et Tavarès, de Gilles Paquet-Brenner : Tonton
- (2004 : Jean Yanne est mort alors qu'il a commencé à travailler sur le film Atomik Circus, le retour de James Bataille, de Didier Poiraud, Thierry Poiraud ; il fut remplacé par Jean-Pierre Marielle)[38]

#### Télévision
- 1965 - 68: Les Saintes Chéries (série) de Jean Becker : Jeannot, le camionneur
- 1964 : Le Commandant Watrin de Jacques Rutman d'après Armand Lanoux
- 1967 : Deux Romains en Gaule de Pierre Tchernia : le légionnaire
- 1967 : Max le débonnaire série réalisé par Yves Allégret et Jacques Deray
- 1967 : Le Lapin de Noël de Roland Topor
- 1988 : Palace, de Jean-Michel Ribes : le romancier / André, le pêcheur
- 1993 : L'Affaire Seznec, d'Yves Boisset : Pierre Quémeneur
- 1993 : Au beau rivage, de Serge Korber : Antoine
- 1993 : Le Ciel pour témoin, de Denis Amar : Gustave
- 1994 : Maigret : Maigret et l'Écluse numéro 1 d'Olivier Schatzky : Émile Ducrau
- 1994 : Ils n'ont pas vingt ans, de Charlotte Brändström : Bakoulian
- 1995 : L'Amour en prime, de Patrick Volson : Arnold
- 1995 : Le Cheval de cœur, de Charlotte Brändström : Bakoulian
- 1996 : L'Année du certif, de Jacques Renard : le grand-père
- 1996 : Balade en ville, de Marc Angelo : Marc Bollène
- 1997 : La Fine Équipe, d'Yves Boisset : Père Cambournac
- 1997 : La Belle vie, de Gérard Marx : Julius
- 1998 : L'Enfant des terres blondes, d'Édouard Niermans : Céléstin
- 1998 : Jamais sans toi, de Daniel Janneau : Delage
- 2000 : Les Déracinés, de Jacques Renard : Rolliat
- 2001 : Le Temps perdu, de Frédéric Roullier-Gall : le vieux
- 2002 : Le Champ Dolent, le roman de la Terre, d'Hervé Baslé, l'histoire de paysans bretons, sur plusieurs générations : Jean-Baptiste
- 2003 : Une preuve d'amour, de Bernard Stora : Fantin
- 2003 : Les Thibault, de Jean-Daniel Verhaeghe : Oscar Thibault (son dernier rôle, son décès a été annoncé par les médias le jour de la diffusion du premier épisode)

#### Acteurs avec lesquels Jean Yanne a joué
(Les films ou séries-téléfilms en commun entre la liste d'acteurs et Jean Yanne sont aussi cités)
- Michel Serrault : Jaloux comme un tigre, Ces messieurs de la famille, Tout le monde il est beau, tout le monde il est gentil, Moi y'en a vouloir des sous,Les Chinois à Paris,Deux Heures moins le quart avant Jésus-Christ, Liberté, Égalité, Choucroute, Beaumarchais l'insolent, Les Acteurs
- Catherine Deneuve : Indochine, Belle Maman
- Stéphane Audran : Le Boucher
- Bruno Cremer : Maigret et l'écluse n° 1 (1994)
- Robert Hossein : Liberté, Égalité, Choucroute
- Mimi Coutelier : Liberté, Égalité, Choucroute, Je te tiens, tu me tiens par la barbichette, Deux Heures moins le quart avant Jésus-Christ
- Catherine Alric : Liberté, Égalité, Choucroute
- Thierry Lhermitte : Fucking Fernand, Fallait pas, Papy fait de la résistance,...
- Francis Blanche : Jaloux comme un tigre, Ces messieurs de la famille, Érotissimo, Êtes-vous fiancée à un marin grec ou à un pilote de ligne ?
- Jean-Paul Belmondo : Désiré, Les Acteurs
- Lino Ventura : Deux Romains en Gaule, Fantasia chez les ploucs
- Bernard Blier : Laisse aller c'est une valse, Tout le monde il est beau, tout le monde il est gentil, Moi y'en a vouloir des sous, Les Chinois à Paris
- Alain Delon : Armaguedon
- Albert Dupontel : Chacun pour toi
- Coluche : Deux Heures moins le quart avant Jésus-Christ, Laisse aller c'est une valse
- Mireille Darc : Week-end, Laisse aller c'est une valse, Fantasia chez les ploucs
- Ginette Garcin : Tout le monde il est beau, tout le monde il est gentil, Moi y'en a vouloir des sous
- Daniel Prévost : Tenue correcte exigée, Laisse aller c'est une valse, Moi y'en a vouloir des sous,Les Chinois à Paris Tout le monde il est beau, tout le monde il est gentil, Je te tiens, tu me tiens par la barbichette, Liberté, Égalité, Choucroute
- Paul Préboist : Moi y'en a vouloir des sous, Tout le monde il est beau, tout le monde il est gentil, Liberté, Égalité, Choucroute, Deux Heures moins le quart avant Jésus-Christ, Les Chinois à Paris
- Jacques François : Moi y'en a vouloir des sous, Tout le monde il est beau, tout le monde il est gentil, Je te tiens tu me tiens, par la barbichette, Liberté, Égalité, Choucroute
- Véronique Jannot : Le ciel pour témoin
- Michel Constantin : Laisse aller c'est une valse, Liberté, Égalité, Choucroute, Deux Heures moins le quart avant Jésus-Christ

## Discographie
- 1958 : La Gamberge, La Légende orientale, Conseils aux filles, La Gloriole, paroles et musique de Jean Yanne, avec Popoff (Jean Baitzouroff) et son orchestre
- 1958 : Chansons bonnes ou mauvaises : Histoire triste, Le soufre et le bénitier, Le Légionnaire, Avec Maria, paroles et musique de Jean Yanne, Jean Yanne et son guide-chant, enregistrement réalisé à l'Olympia
- 1961 : Honzlagur Pompernickel et sa dame : Le Disque le plus triste de l'année! : Suivez le veuf…, Psychose, Allo… Sacha… ?, Si tu n’en veux pas (C’est la dernière fois…), paroles de Jean Yanne, musique de Jean Baitzouroff et G. la Viny, chez Fontana
- 1962 : Johnny 'Rock' Feller et ses 'Rock' Child : Je n'suis pas bien portant  (reprise de la chanson de Geo Korger / Vincent Scotto-Gaston Ouvrard), Le Rock coco, J'aime pas le rock, Saint-Rock, paroles de Jean Yanne, musique de Jean Baitzouroff, chez Fontana
- 1965 : L’Eunuque, Mon cher Albert, Si tu t’en irais, Pourquoi m’as-tu mordu l’oreille ?, paroles et musique de Jean Yanne, musique de Popoff (Jean Baitzouroff)
- 1965 : Rouvrez les maisons, Camille, Le Pauvre Blanc, Avec Maria, paroles et musique de Jean Yanne, arrangements de Jean Baitzouroff
- 1966 : Explosif : Hue donc ou Les Émancipations d'Alphonse, Les Revendications d'Albert, Les Pérégrinations d'Anselme, Les Préoccupations d'Antime, Jean Yanne et Jacques Martin, parodies de Les Élucubrations d'Antoine, paroles et musique de Jean Yanne, musique de Jean Baitzouroff, paroles de Jacques Martin
- 1966 : Les Routiers, Le Permis, La Circulation, sketches avec Paul Mercey et Lawrence Riesner
- 1972 : BO de Tout le monde il est beau, tout le monde il est gentil, musique de Michel Magne, paroles de Jean Yanne (Jesus Tango, Jesus Java, Jesus San Francisco, Jesus rends-moi Johnny, Alleluia garanti, Tout le monde il est beau tout le monde il est gentil, Notre Père sur mesure, Che oh Che, Symphonie pour odeur et lumière, Symphonie ciné qua non, Ciné qua pop, Tilt pour Jesus Christ) interprétées par Ginette Garcin, Anne Germain, Jean Yanne, N'Dongo Lumba
- 1973 : BO de Moi y'en a vouloir des sous, paroles de Jean Yanne, musique de Michel Magne (Liberté, Égalité, Sexualité, Moi Y'en A Vouloir Des Sous, Marche Des Syndicats, Luttons Pour Le Marché Commun, Choral En Ut Dièse Mineur Pour Curés Et Sportifs, Parle Au Patron Ma Tête Est Malade, Marche Des C.R.S., Pour l'amour des sous, Superchic Génial (Hommage à James Brown), Les Ouvriers, Pétrole Pop, Inter Alléluia)
- 1974 : BO de Les Chinois à Paris, paroles de Jean Yanne, musique de Michel Magne (Valse franco-chinoise, Valse classico-musette, Carmeng)
- 1975 : BO de Chobizenesse, musique de Raymond Alessandrini, paroles de Jean Yanne (Chobizenesse, Bazooka, Pauvre Bach (chanté par Anne Germain), Quatuor, La Passion, Coït, Il a chaud Bibi, Intermezzo N° 1, Messe En Ré, Intermezzo N° 2, Acier Partout, Intermezzo N° 3)
- 1979 : BO de Je te tiens, tu me tiens par la barbichette, musique de Jacques Morali, paroles de Jean Yanne (The Ritchie Family La Barbichette (You Make Me Feel It), Village People Hot Cop, Mimi Coutelier Boogie Lady, Boogie Lady (Instrumental), The Ritchie Family Forever Dancing, La Barbichette (You Make Me Feel It) (Instrumental)
- 1982 : BO de Deux Heures moins le quart avant Jésus-Christ,  paroles de Jean Yanne, musique de Jannick Top et Raymond Alessandrini (Générique Début, Il Est Né Le Divin Enfant Jouez Transistors Résonnez Cassettes (duo Jean Yanne, Mimi Coutelier), Deux Heures Moins Le Quart Avant Jésus-Christ, Homosexualis Discothecus, Ah! La Belle Nana, Aerobic Connection (duo Jean Yanne, Mimi Coutelier), Marches Romaines, Cleopatra Lied (Mimi Coutelier), Marches romaines Bis, Motel Music, Hebraiomania Pour Cordes, Duo De Ces Pyramides, Palais de Cléopâtre, Le J.T. Avant J.C., Bivouac, Le Secutor, Flash-Back, La Chorale Césarienne, Les Jeux Du Cirque, Genericus Negare), chez RCA
- 1985 : BO de Liberté, Égalité, Choucroute, musique de Claude Germain, paroles de Jean Yanne
- 1993 : Sacha Distel Et Ses Collégiens Jouent Ray Ventura : Sacha Distel, Jean Yanne, Darry Cowl, Francis Perrin : Les Chemises De l'Archiduchesse, chez Carrere Music
- 1994 : BO de Regarde les hommes tomber, compositeur et directeur d'orchestre : Alexandre Desplat. Danse (dialogue Jean Yanne, Yvon Back), La cassette (dialogue Jean Yanne, Yvon Back), Les Canards (monologue Jean Yanne), Rideau (monologue Jean Yanne)

Tous les disques ont été publiés par Barclay, sauf indication contraire.

### Compilations
- 1994 (réédition 1998) : Master Série : La Gamberge, La Légende orientale, Conseils Aux Filles, La Gloriole, Pourquoi m'as-tu mordu l'oreille ?, L'Eunuque, Mon Cher Albert, Si Tu T'En Irais, Rouvrez Les Maisons, Camille, Le Pauvre Blanc, Avec Maria, Je N' Suis Pas Bien Portant, Le Rock Coco, J'aime Pas Le Rock, Saint-Rock, Hue Donc Ou Les Emancipations D'Alphonse, Les Revendications D'Albert, titres enregistrés entre 1958 et 1966, chez PolyGram
- 2003 (réédition 2011) : Chanson française : ''La Gamberge, La Légende orientale, Conseils aux filles, La Gloriole, Suivez Le Veuf..., Psychose, Allo...Sacha...?, Si Tu N'en Veux Pas (C’est la dernière fois...), Je N' Suis Pas Bien Portant, Le Rock Coco, J'aime Pas Le Rock, Saint-Rock, L'Eunuque, Mon Cher Albert, Si Tu T'En Irais, Pourquoi M'As-Tu Mordu L'Oreille ?, Rouvrez Les Maisons, Camille, Le Pauvre Blanc, Avec Maria, Hue Donc ou Les Emancipations D'Alphonse, Les Revendications D'Albert, Les Routiers (Sketch), Le Permis De Conduire (Sketch), La Circulation (Sketch),titres enregistrés entre 1958 et 1966

### Autres interprètes
- 1956 : Philippe Clay La chanson de Clopin, musique de J.P. Mengeon, paroles de Jean Yanne
- 1957 : Philippe Clay La gamberge, paroles et musique de Jean Yanne
- 1957 : Henry Leca Gwendolina, musique de Gaby Wagenheim, paroles de Jean Yanne
- 1957 : Line Renaud Gwendolina, musique de Gaby Wagenheim, paroles de Jean Yanne
- 1957 : Line Renaud Mon cœur au Portugal, paroles de Jean Yanne, musique de Loulou Gasté
- 1958 : Miguel Amador Mon cœur au Portugal, paroles de Jean Yanne, musique de Loulou Gasté
- 1958 : Simone Langlois Comme le printemps, paroles et musique de Jean Yanne
- 1958 : Marcel Mouloudji Le Légionnaire, paroles et musique de Jean Yanne
- 1960 : Norman Maine et son Orchestre Babylone 21-29 (Allo Brigitte...), avec Jean Yanne
- 1960 : Le Ramirez Cha Cha Band Allo Brigitte (Babylone 21-29), avec Henri Salvador, Jean Yanne et Brigitte et Scotch cha cha, paroles de Jean Yanne, musique de Jean Bouchéty
- 1960 : Aladin et ses Joyeux Lampistes Mustapha et Loukoum avec Jean Yanne
- 1961 : Yvette Giraud Au grand bal de l’amour (… Sie war nicht älter als 18 Jahr’) de Aldo Von Pinelli et Werner Scharfenberger, adaptation française de Jean Yanne
- 1961 : Annie Cordy Au grand bal de l’amour (… Sie war nicht älter als 18 Jahr’) de Aldo Von Pinelli et Werner Scharfenberger, adaptation française de Jean Yanne
- 1962 : Bob Azzam et son Orchestre Le twist est en baisse avec Jean Yanne
- 1963 : Hector T’es pas du quartier et Je vous déteste, paroles de Jean Yanne et Gérard Sire, musique de Jean Yanne et Jean Baïtzouroff
- 1963 : Fernand Raynaud 	Et v’lan passe-moi l’éponge, paroles de Jacques Martin et Fernand Raynaud, musique de Jean Yanne et Jean Baïtzouroff
- 1963 : Betty Clair Dring dring, paroles et musique de Jean Yanne et Gérard Sire
- 1963 : Ginette Garcin Pourquoi m’as-tu mordu l’oreille, paroles de Jean Yanne, musique de Jean Baïtzouroff, avec Jean Baïtzouroff et son orchestre
- 1963 : Nadia Gray Mon cœur au Portugal, paroles de Jean Yanne, musique de Loulou Gasté
- 1964 : Sacha Distel Festival Noir de Chine, album promotionnel pour les stylos Bic avec la participation de Gérard Sire, Jean Yanne, Lawrence Riesner
- 1964 : Ginette Garcin La Médication de Thaïs, paroles de Jean Yanne, musique de Bob du Pac et Jean Baïtzouroff, avec Jean Baïtzouroff et son orchestre
- 1964 : Carlo Nell La Médication de Thaïs, paroles de Jean Yanne, musique de Bob du Pac et Jean Baïtzouroff
- 1966 : Ginette Garcin Cresoxipropanédiol en capsule  et Le Ch'veu sur la langue, paroles de Jean Yanne, musique de Jean Baïtzouroff
- 1970 : Jean-Marie Vivier La Complainte du P3, paroles et musique de Jean Yanne
- 1972 : Antoine Trop pollué pour être honnête, musique de Gérard Bourgeois, paroles de Jean Yanne
- 1974 : Les Troubadours Les faucheurs de marguerites, paroles de Jean Yanne, musique de Michel Magne et Claude Germain
- 1977 : Yvon Etienne La Complainte du P3, paroles et musique de Jean Yanne (enregistrement public à La Boule d'or, Evron, Mayenne)
- 1981 : Ginette Garcin Paris t'es dégueulasse, une chanson du film Les Uns et les Autres de Claude Lelouch, paroles et musique de Jean Yanne
- 1983 : Linda de Suza Mon cœur au Portugal, paroles de Jean Yanne, musique de Loulou Gasté
- 2012 : Vitor Hublot / Jacques Duvall / Isabelle Wéry J'aime pas le rock, paroles de Jean Yanne, musique de Jean Baïtzouroff

## Théâtre
- 1961 : Un certain monsieur Blot de Robert Rocca, d'après Pierre Daninos, mise en scène René Dupuy, Théâtre Gramont

## Distinctions

### Récompenses
- Festival de Cannes 1972 Prix d'interprétation masculine pour Nous ne vieillirons pas ensemble
- Prix Alphonse-Allais 2000 pour son livre Pensées, répliques, textes et anecdotes[37].

### Nomination
- César 1992 : César du meilleur acteur dans un second rôle pour Indochine